# Suicide du Galate
 (avril 2018).

Copie romaine du d'une statue en bronze grec de 230-220 avant J-C.

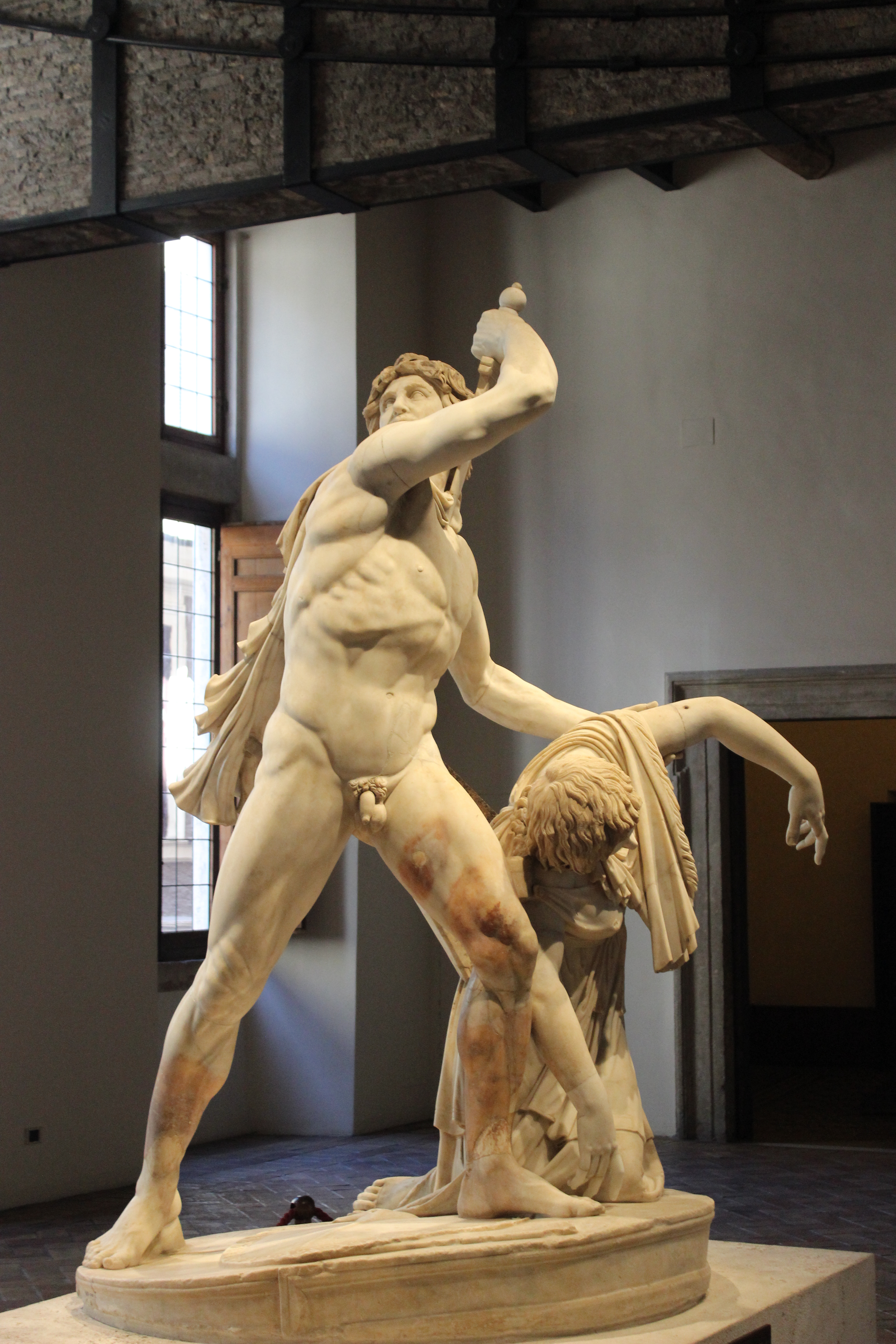
Vue de côté

Le Suicide du galate ou groupe Ludovisi est une copie romaine en marbre du Ier siècle av. J.-C. d'un groupe sculpté en bronze d'Épigonos de Pergame du IIIe siècle av. J.-C.
Cette œuvre faisait partie d'un groupe de sculptures comprenant le Galate mourant et le Galate blessé. Ces œuvres ont été sculptées sous le règne d'Attale Ier, roi de Pergame, qui a vaincu les Gaulois vers 237 av. J.-C..
Le groupe sculpté, dit aussi Galate se suicidant, Gaulois se suicidant avec sa femme ou Galate se donnant la mort après avoir tué sa femme, est exposé au palazzo Altemps à Rome, provenant de la collection Ludovisi.

## Histoire
Cette statue fait partie d'un groupe d’œuvres commémoratives érigées sous le règne d'Attale Ier pour célébrer sa victoire lors de la  Grande expédition. Il consacre deux groupes statuaires commémoratifs, le premier à Pergame et le second sur l'Acropole d'Athènes avec des statues en bronze.
La sculpture est une copie romaine du Ier siècle av. J.-C. Elle s'inscrit dans l'esthétique « baroque » qui se développe depuis le IIIe siècle av. J.-C. et dont Pergame serait un des principaux foyers, au vu de la création du Grand Autel de Pergame et de ces groupes illustrant leurs victoires sur les Galates, à Pergame et à Athènes.

## Description
La statue qui fut découverte dans les fouilles de la Villa Ludovisi à Rome, représente un guerrier se suicidant après la mort de sa probable épouse, qu'il a peut-être lui-même exécutée. L'épée est déjà rentrée dans le corps du guerrier. L'homme se tient fièrement debout, jambes écartées, la tête tournée vers le côté. Le corps nu frappe par la musculature détaillée du guerrier. Une femme gît à ses pieds. Il la tient d'une main. L'homme forme un axe vertical courbé, et la manière dont il tient l'épée renforce cette impression de verticalité et d'élévation. La femme effondrée contraste avec la ligne verticale de l'homme. Nous savons qu’il s’agit bien d’un galate grâce à sa moustache mais aussi par sa cape et sa chevelure, qui sont des manières de représenter les Celtes pour les Grecs. L’homme retient, en vain, sa femme, qu’il a sans doute mise à mort et qui semble agoniser sur le sol. Leur sacrifice, selon ce que rapporte Justin, serait pour détourner les menaces des dieux lors d’une bataille perdue. On peut voir la lame du glaive pénétrer sous la peau passant sous la clavicule afin d’atteindre le cœur, de plus le sang est représenté dans ce genre de scène. L’objectif étant de montrer un ennemi puissant avec de l’honneur, ainsi cela sous-entend que celui qui l’a vaincu, en l’occurrence le roi de Pergame, est encore plus fort que lui. On a également un travail colossal sur le réalisme des mouvements et le poids des corps, on le remarque surtout avec la femme dont le bras qui est retenu balance, alors que son corps s’effondre. L’importance des expressions du visage et des sentiments qu’ils renvoient sont de rigueur sur cette représentation. Selon les vêtements cossus dont est vêtue la femme, cela pousse à interpréter qu'il s'agit d'une noble et donc probablement une femme de chef celte. Cette sculpture est avant tout un instrument politique, afin d'asseoir la légitimité, rendre populaire le vainqueur ayant repoussé un ennemi redoutable et vigoureux.
La statue peut interpeller par l'exacerbation des mouvements et de la musculature.[Interprétation personnelle ?] La multiplication des angles de vue illustre cette tendance « baroque » de l'art hellénistique. Cette œuvre s'inscrit peut-être dans une optique de glorification des Attalides dans leur victoire contre les envahisseurs. Les Pergaméniens se positionneraient ainsi alors comme les défenseurs du monde grec contre les Barbares.